# Varju Benedek
Varju Benedek (Győr, 2001. május 21. –) magyar utánpótlás-válogatott labdarúgó, az MTK Budapest hátvédje.

## Pályafutása

### Klubcsapatokban
Varju Benedek labdarúgó pályafutását az Abda SC csapatában kezdte, majd onnan került a Győri ETO akadémiájára. 2017-ben leigazolta az MTK Budapest akadémiája, a Sándor Károly Labdarúgó Akadémia. Abban az évben nem csak az utánpótlás csapatokban játszott, hanem az NBIII-ban szereplő MTK Budapest II-ben, és bemutatkozott az akkor másodosztályú első csapatban is, a Kazincbarcika elleni hazai találkozón Schäfer cseréjeként állt be. A 2018–2019-es szezonban az U19-es együttes alapembere volt és bekerült a felnőtt keretbe is. Az NBI 19. fordulójában kezdőként lépett pályára Pakson, majd további 10 mérkőzésen a kispadra nevezte az akkori vezetőedző, Feczkó Tamás. A következő szezont az NBII-ben kezdte meg az MTK, ott már fontos játékos volt. A csapat feljutott a koronavírus-járvány miatt félbeszakított másodosztályból, Varju pedig maradt a keret tagja. A Dorogi FC-vel kötött kooperációs szerződésnek köszönhetően több fiatal játékostársával együtt szerepelhet a másodosztályú Dorogban és az első osztályú MTK-ban. A 2020–2021-es szezont az NBII-es csapatnál kezdte, és az ott lejátszott két mérkőzés után újra a fővárosi együttes keretében számítanak rá.

### A válogatottban
2017-től kezdve rendszeresen szerepelt a különböző utánpótlás válogatottakban. 2021 márciusában Gera Zoltán szövetségi edző nevezte őt a 2021-es U21-es labdarúgó-Európa-bajnokságon szereplő magyar válogatott keretébe. 2021. augusztus 26-án újból meghívót kapott az U21-es válogatott keretébe az őszi Európa-bajnoki selejtezőkre.

## Statisztikái

### Klubcsapatokban
2025. május 3-i állapot szerint.
| Klub               | Szezon         | Bajnokság      | Bajnokság | Bajnokság | Kupa  | Kupa  | Nemzetközi | Nemzetközi | Egyéb | Egyéb | Összesen | Összesen |
| Klub               | Szezon         | Liga           | Mérk.     | Gólok     | Mérk. | Gólok | Mérk.      | Gólok      | Mérk. | Gólok | Mérk.    | Gólok    |
| ------------------ | -------------- | -------------- | --------- | --------- | ----- | ----- | ---------- | ---------- | ----- | ----- | -------- | -------- |
| MTK Budapest II    | 2017–18        | NB III         | 9         | 1         | —     | —     | —          | —          | —     | —     | 9        | 1        |
| MTK Budapest II    | 2021–22        | NB III         | 1         | 0         | —     | —     | —          | —          | —     | —     | 1        | 0        |
| MTK Budapest II    | 2022–23        | NB III         | 1         | 0         | —     | —     | —          | —          | —     | —     | 1        | 0        |
| MTK Budapest II    | 2023–24        | NB III         | 2         | 0         | —     | —     | —          | —          | —     | —     | 2        | 0        |
| MTK Budapest II    | Összesen       | Összesen       | 13        | 1         | —     | —     | —          | —          | —     | —     | 13       | 1        |
| MTK Budapest       | 2017–18        | NB II          | 1         | 0         | —     | —     | —          | —          | —     | —     | 1        | 0        |
| MTK Budapest       | 2018–19        | NB I           | 1         | 0         | —     | —     | —          | —          | —     | —     | 1        | 0        |
| MTK Budapest       | 2019–20        | NB II          | 19        | 1         | 6     | 0     | —          | —          | —     | —     | 25       | 1        |
| MTK Budapest       | 2020–21        | NB I           | 18        | 0         | 4     | 0     | —          | —          | —     | —     | 22       | 0        |
| MTK Budapest       | 2021–22        | NB I           | 25        | 0         | 1     | 0     | —          | —          | —     | —     | 26       | 0        |
| MTK Budapest       | 2022–23        | NB II          | 31        | 1         | 2     | 0     | —          | —          | —     | —     | 33       | 1        |
| MTK Budapest       | 2023–24        | NB I           | 25        | 1         | 3     | 0     | —          | —          | —     | —     | 28       | 1        |
| MTK Budapest       | 2024–25        | NB I           | 24        | 4         | 4     | 0     | —          | —          | —     | —     | 28       | 4        |
| MTK Budapest       | Összesen       | Összesen       | 144       | 7         | 20    | 0     | —          | —          | —     | —     | 164      | 7        |
| Dorog (kölcsönben) | 2020–21        | NB II          | 2         | 0         | —     | —     | —          | —          | —     | —     | 2        | 0        |
| Dorog (kölcsönben) | Összesen       | Összesen       | 2         | 0         | —     | —     | —          | —          | —     | —     | 2        | 0        |
| Teljes karrier     | Teljes karrier | Teljes karrier | 159       | 7         | 20    | 0     | —          | —          | —     | —     | 179      | 7        |